# Диэтилолово
Диэтилолово — металлоорганическое соединение олова с формулой Sn(C2H5)2. При нормальных условиях представляет собой жёлтую жидкость, плохо растворяется в воде, но растворима в органических растворителях.

## Получение
- Действие этилмагнийбромида на дихлорид олова:

{\displaystyle {\mathsf {SnCl_{2}+2Mg(C_{2}H_{5})Br\ {\xrightarrow {}}\ Sn(C_{2}H_{5})_{2}+MgCl_{2}+MgBr_{2}}}}
- Восстановление хлорида диэтилолова цинком:

{\displaystyle {\mathsf {Sn(C_{2}H_{5})_{2}Cl_{2}+Zn\ {\xrightarrow {}}\ Sn(C_{2}H_{5})_{2}+ZnCl_{2}}}}

## Физические свойства
Диэтилолово представляет собой жёлтую жидкость, почти не растворимую в воде, но растворяется в органических растворителях. Кипит при температуре около 150 °С, при дальнейшем нагревании разлагается.

## Химические свойства
- Реагирует с хлором:

{\displaystyle {\mathsf {Sn(C_{2}H_{5})_{2}+Cl_{2}\ {\xrightarrow {}}\ Sn(C_{2}H_{5})_{2}Cl_{2}}}}
- Окисляется на воздухе:

{\displaystyle {\mathsf {2Sn(C_{2}H_{5})_{2}+O_{2}\ {\xrightarrow {}}\ 2Sn(C_{2}H_{5})_{2}O}}}
- Разложение происходит с образованием тетраэтилолова:

{\displaystyle {\mathsf {2Sn(C_{2}H_{5})_{2}\ {\xrightarrow {T}}\ Sn(C_{2}H_{5})_{4}+Sn}}}
- Взаимодействует с хлорэтаном:

{\displaystyle {\mathsf {Sn(C_{2}H_{5})_{2}+C_{2}H_{5}Cl\ {\xrightarrow {}}\ Sn(C_{2}H_{5})_{3}Cl}}}